# Pestalotiopsis microspora
Pestalotiopsis microspora es un hongo endófito capaz de digerir poliuretano en condiciones aeróbicas y anaeróbicas. Se identificó originalmente en el follaje caído de la hiedra común (Hedera helix) en Argentina,,,  que también causa la mancha foliar en Hidcote (Hypericum patulum) arbustos en Japón . 
Este hongo fue encontrado en la selva de Ecuador por un grupo de investigadores dirigidos por Scott Strobel, en una expedición al Parque nacional Yasuní (PNY). 
Su capacidad para degradar el poliuretano lo convierte en un organismo de interés en biorremediación, al poseer enzimas que permiten digerir este tipo de compuestos y convertirlos en su única fuente de carbono.

## Taxonomía
Este hongo fue originalmente descrito como Pestalozzia microspora por el micólogo ítalo-argentino Carlos Luis Spegazzini en 1880. En 1995 la especie fue renombrada a Pestaliopsis microspora por Guochun Zhao y Nan Li y publicada en Journal of Northeastern Forestry Institute 23: 4-33.